# 相合元綱
相合元綱，生年不詳，卒於大永4年4月8日（1524年5月11日），乃是毛利弘元的三子，毛利興元、毛利元就的異母弟，通稱相合四郎。

## 生平
本姓毛利，後以所領為姓，改姓「相合」，與兄長毛利元就以智謀稱道不同，其人武勇十分優秀，在長兄毛利興元死後與元就一同擔任姪子幸松丸的監護人。在永正14年（1517年）的有田中井手合戰中，與兄長毛利元就一同擊敗武田元繁，被世人取了「今義經」的外號。
大永3年（1523年）毛利家當主毛利幸松丸以9歲早歿，做為叔叔的相合元綱和異母兄毛利元就同樣列為當主的候選人，獲得桂廣澄、坂廣秀、渡邊勝等家臣的支持，同時元綱派也獲得尼子豐久及其有力家臣龜井秀綱的支持，足見在毛利家當主的競爭中，相合元綱得到了尼子經久的援助，這也種下後來毛利元就遠尼子、親大內的原因。
但毛利元就也獲得以志道廣良為首的十五位毛利家宿老支持，並得到足利將軍家承認，所以相合元綱打算採用武力奪取家督之位，但卻被元就先發制人，由志道廣良率300人攻入相合元綱的居城船山城，元綱當場被殺。
相合元綱死後，毛利元就見其子元範年幼，饒下他的性命，並且在毛利元就打敗大笹山城主敷名民部大輔後，將元範封在大笹山城，也因此讓相合元範將姓氏改為「敷名」，天文22年（1553年）毛利元就滅掉江田氏後，以敷名元範為旗返城主繼承江田氏，其後生平不詳。

## 關連
- 毛利元就
- 尼子經久